# 廖翺
廖翺，廣東南莊龙津人，清朝政治人物，進士出身。
道光六年（1826年），登進士，授山西定襄县知县。